# Campanula witasekiana
Campanula witasekiana är en klockväxtart som beskrevs av Friedrich Vierhapper. Campanula witasekiana ingår i släktet blåklockor, och familjen klockväxter. Inga underarter finns listade i Catalogue of Life.